# Srđan Babić
Srđan Babić (in serbo Срђан Бабић?; Banja Luka, 22 aprile 1996) è un calciatore serbo, nato in Bosnia ed Erzegovina, difensore dello Spartak Mosca e della nazionale serba.

## Carriera

### Club
Cresciuto nelle giovanili della squadra bosniaca del Borac Banja Luka, nel luglio 2011 si trasferisce in Serbia per giocare in quelle del Vojvodina.
Il 1º marzo 2014 esordisce in prima squadra giocando da titolare la partita di Superliga Vojvodina-Voždovac 2-0; la sua prima rete da calciatore professionista la sigla invece il 7 maggio seguente nella Finale di Coppa di Serbia vinta per 2 a 0 contro il Jagodina. Conclude la stagione con 11 presenze ed un gol tra Campionato e Coppa di Serbia.
Il 17 luglio 2014 esordisce in UEFA Europa League venendo schierato titolare nella partita giocata in Slovacchia contro il Trenčín e finita 3 a 0 per gli slovacchi.

### Nazionale
Srđan dopo aver giocato 6 partite (con 1 gol) in Under-17 serba, il 13 novembre 2013 esordisce in Under-19 nella partita Serbia-Kazakistan 3-0; il 30 maggio seguente mette a segno un gol nella vittoria per 6 a 0 contro l'Islanda Under-19.
Nel luglio 2014 partecipa all'Europeo Under-19 in Ungheria nel quale gioca tre partite tra cui la semifinale persa ai rigori contro il Portogallo.

## Statistiche

### Presenze e reti nei club
Statistiche aggiornate al 21 novembre 2014.
| Stagione         | Squadra          | Campionato       | Campionato | Campionato | Coppe nazionali | Coppe nazionali | Coppe nazionali | Coppe continentali | Coppe continentali | Coppe continentali | Altre coppe | Altre coppe | Altre coppe | Totale | Totale |
| Stagione         | Squadra          | Comp             | Pres       | Reti       | Comp            | Pres            | Reti            | Comp               | Pres               | Reti               | Comp        | Pres        | Reti        | Pres   | Reti   |
| ---------------- | ---------------- | ---------------- | ---------- | ---------- | --------------- | --------------- | --------------- | ------------------ | ------------------ | ------------------ | ----------- | ----------- | ----------- | ------ | ------ |
| 2013-2014        | Vojvodina        | SL               | 8          | 0          | CS              | 3               | 1               | -                  | -                  | -                  | -           | -           | -           | 11     | 1      |
| 2014-2015        | Vojvodina        | SL               | 24         | 0          | CS              | 1               | 0               | EL                 | 1                  | 0                  | -           | -           | -           | 26     | 0      |
| Totale Vojvodina | Totale Vojvodina | Totale Vojvodina | 32         | 0          |                 | 4               | 1               |                    | 1                  | 0                  |             |             |             | 37     | 1      |
| 2015-2016        | Real Sociedad B  | SDB              | 17         | 2          | -               | -               | -               | -                  | -                  | -                  | -           | -           | -           | 17     | 2      |
| Totale carriera  | Totale carriera  | Totale carriera  | 49         | 2          |                 | 4               | 1               |                    | 1                  | 0                  |             |             |             | 54     | 3      |

## Palmarès

### Club

#### Competizioni nazionali
- Coppa di Serbia: 1

Vojvodina: 2013-2014
- Campionato serbo: 3

Stella Rossa: 2017-2018, 2018-2019, 2019-2020
- Segunda División: 1

Almeria: 2021-2022

### Nazionale
Campionato mondiale Under-20: 1 
Nuova Zelanda 2015